# 永峰寺
永峰寺（えいほうじ）はドイツのミュンヘンにある仏教寺院。

## 概要
- 外庭は枯山水。
- 住職はドイツ人[1]僧侶の独峰[2]。裕福な家庭生まれ不自由は無かったが心が満たされなかったため日本や中国に留学し修行した。永源寺で修行・得度しドイツに帰国して寺を開いた。
- 座禅の体験会や書道、華道、茶道などの日本文化教室の他、鍼灸治療も行っている。